# Sint-Alfonskapel

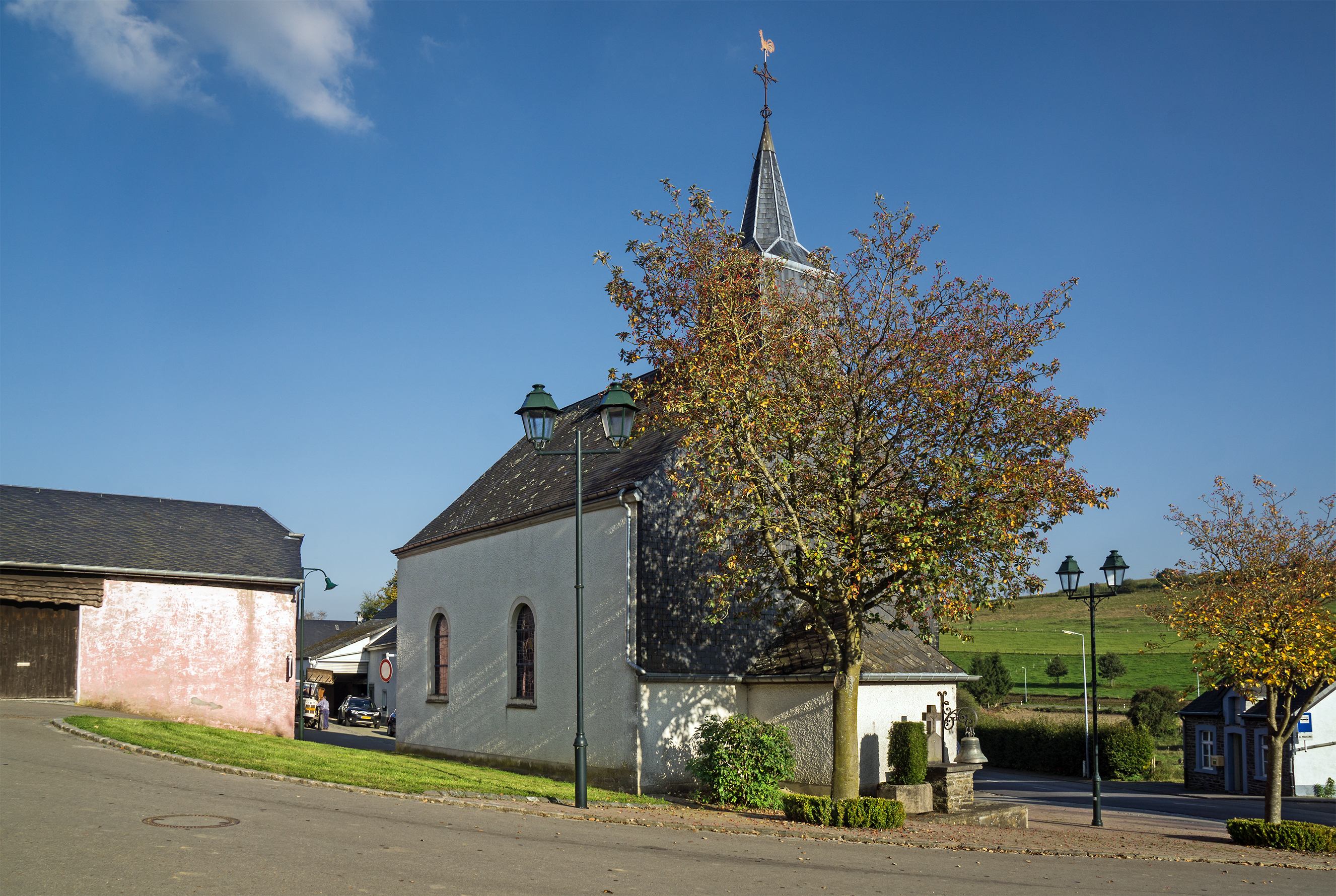
Sint-Alfonskapel

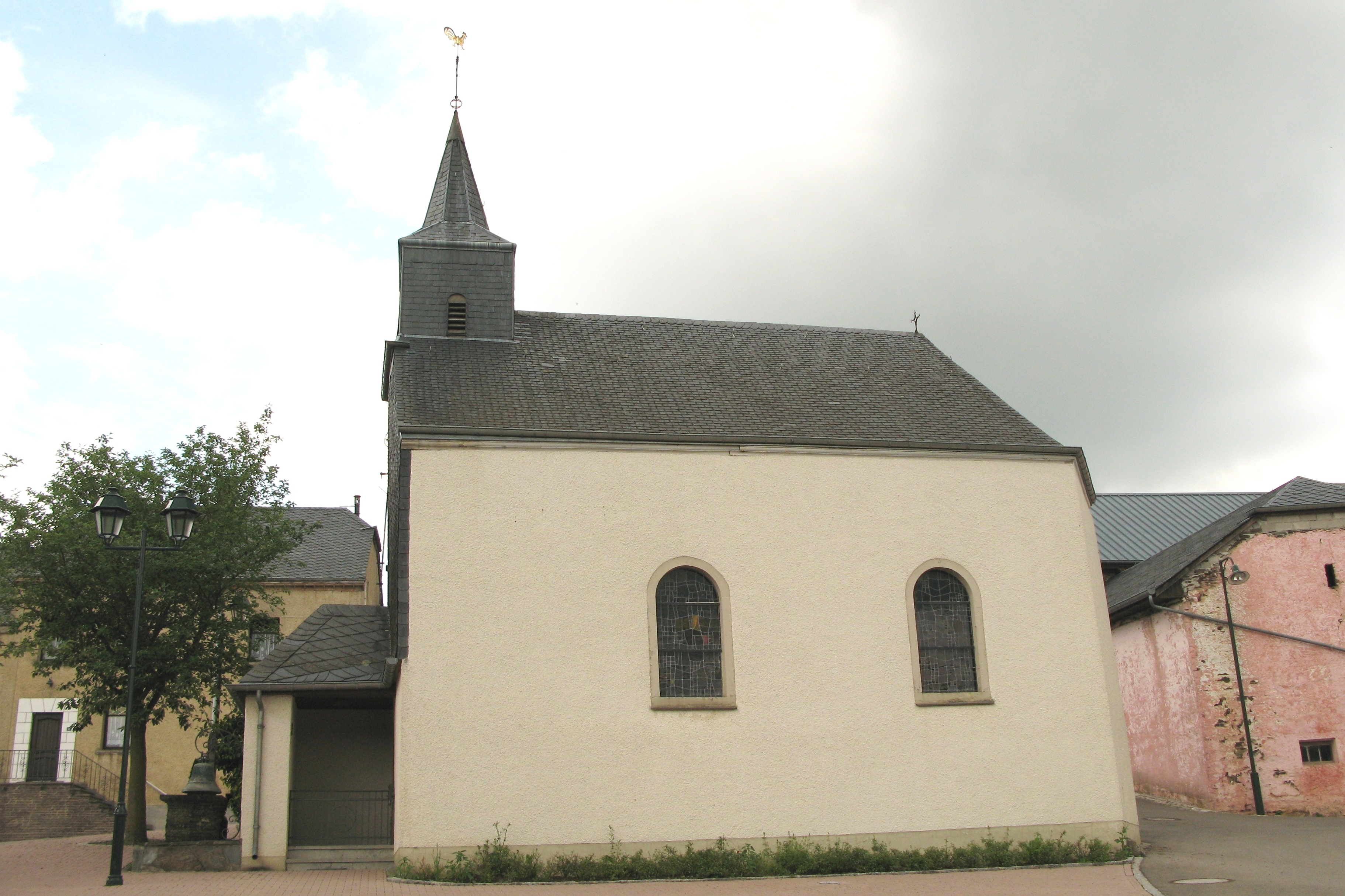

De Sint-Alfonskapel is een kapel in Breidfeld in de gemeente Weiswampach in Luxemburg. De kapel staat in het midden van het dorp aan de Duarreffstross, de doorgaande hoofdweg door het dorp.

## Geschiedenis
In 1840 werd de kapel gebouwd.

## Opbouw
Het georiënteerde witgeschilderde gebouw is een zaalkerkje onder een zadeldak met twee traveeën en een driezijdige koorsluiting. Aan de zuidwestzijde is er een laag uitstekend ingangsportaal gebouwd en bovenop het dak boven de ingang bevindt zich een dakruiter met ingesnoerde torenspits.